# Udo von Alvensleben (Politiker)
Udo Gebhard Ferdinand von Alvensleben (* 4. Mai 1895 in Falkenberg; † 6. Januar 1970 in Wienhausen) war ein deutscher Jurist in der Kommunalverwaltung, Politiker (DNVP, NSDAP) und SA-Führer.

## Leben
Alvensleben war der Sohn eines Rittergutsbesitzers aus dem Adelsgeschlecht von Alvensleben. Seine Eltern waren Joachim von Alvensleben-Falkenberg (1856–1932), Ritterschaftsdirektor (Rat) der Mittelmark, und Hildegard von Unger (1864–1942), Tochter der Agnes Müller von Lauingen und des späteren Generals Ernst von Unger.
Nach Ablegen der Reifeprüfung auf der Brandenburger Ritterakademie begann er ab 1913 umgehend ein Studium der Rechtswissenschaft an den Universitäten Edinburgh und Heidelberg. Im Jahr 1914 wurde er Mitglied des Corps Saxo-Borussia Heidelberg. Nach Beginn des Ersten Weltkriegs leistete er durchgehend Kriegsdienst, ab 1915 als Offizier, geriet 1917 in französische Gefangenschaft. Nach Kriegsende nahm er sein Studium 1920/21 wieder kurzzeitig an den Universitäten Berlin und München auf, beteiligte sich 1921 nach Eigenangaben am Oberschlesischen Autstand. Von 1920 bis 1923 absolvierte er zusätzlich eine landwirtschaftliche Lehre und verwaltete danach bis 1930 das väterliche Gut. Das Rittergut Arensdorf hatte in dieser Phase um die große Wirtschaftskrise eine Größe von 859 ha. Danach beendete er 1933 in Berlin sein Jurastudium mit dem Referendariatsexamen. Rittergut Falkenberg mit 885 ha, sein weiteres Erbe, hingegen führte bis zum Lebensende sein Vater Joachim von Alvensleben weiter.
Politisch betätigte er sich von 1922 bis 1927 bei der DNVP und von 1923 bis 1930 beim Stahlhelm. Alvensleben führte zeitweise auch einen geheimen Wehrbund Ostmark, sein Stellvertreter war Gutsnachbar Harald (Graf) von Brünneck-Trebnitz (1880–1958). Zum 1. September 1930 trat Alvensleben der NSDAP bei (Mitgliedsnummer 302.777), für die er von 1932 bis 1933 in Falkenberg Stützpunktleiter wurde. Ab 1936 war er kommissarischer Kreisleiter sowie Kreisparteiredner der Partei in Schlochau. Anfang November 1930 trat er der SA bei und stieg in dieser NS-Organisation im April 1935 bis zum SA-Oberführer (Oberst) auf.
Alvensleben wirkte ab Mai 1933 kommissarisch und ab November 1933 offiziell als Landrat im Kreis Lübben der Provinz Brandenburg, danach von Juni 1935 vertretungsweise und November 1936 offiziell im Kreis Schlochau der Provinz Pommern und anschließend von April 1940 bis September 1942 im Kreis Minden der Provinz Westfalen. Nach mehreren Monaten im Wartestand wurde er im Mai 1943 bei der Preußischen Bau- und Finanzdirektion in Berlin tätig und war später bei der Regierung in Lüneburg bis zu seiner Versetzung in den Ruhestand Anfang Dezember 1944 beschäftigt.
Alvensleben war Mitglied der Landesabteilung Ostpommern der 1874 gegründeten Deutschen Adelsgenossenschaft, mit damaligen Hauptwohnsitz in Schlochau, Grenzmark.

## Familie
Udo von Alvensleben-Falkenberg heiratete 1924 in Dorow (Pommern) Gunild von Oertzen (1904–1997), sie war Mitinhaberin des dortigen Gutes und die Tochter der Elisabeth von Thadden und des Juristen Karl von Oertzen. Udo und Gunhild von Alvensleben hatten sieben Kinder (Tochter Fredeke, den späteren General Busso, den Physiker Alvo, den Juristen Burghard, Tochter Giselhild, verheiratet mit Karl Wilhelm von Hülsen, den Beamten Wichard und den Sohn Reimar). Reimar von Alvensleben lebte mit seiner Familie zuletzt wieder in der alten Heimat.